# Antas do Monte da Barrosinha
Die Antas do Monte da Barrosinha 2 und 3 (auch Anta da Barrosinha 2 und 3 genannt) liegen südwestlich des Weilers der gleichnamigen Gemeinde São Miguel de Machede im Distrikt Évora in Portugal. Die noch nicht klassifizierten Megalithanlagen können chronologisch ins Chalkolithikum eingereiht werden und sind Teil einer Megalithroute in der Region.
Die Anta do Monte da Barrosinha 2 ist ein Dolmen. Er besteht aus sechs Tragsteinen, von denen einer gebrochen ist. Der Dolmen zeigt keine Anzeichen eines Ganges und nur Reste eines Tumulus. Die Deckenplatte liegt neben der Kammer und hat insgesamt 33 Schälchen.
Die Anta do Monte da Barrosinha 3 besteht aus sieben Tragsteinen der Kammer. Die Deckenplatte ist in drei Teile zerbrochen und noch vorhanden und verfügt über 13 Schälchen. Der Gang ist erkennbar, da sich ein Deckstein in situ befindet. 
Nördlich der beiden etwa 250 m voneinander entfernt liegenden Dolmen liegt die Anta do Pau.